# Eleonora di Blois
Eleonora di Blois o Eleonora di Champagne, in francese: Éléonore de Blois (1104 – 1147) fu contessa consorte di Vermandois.

## Origine
Era la figlia ultimogenita del conte di Blois, Châteaudun, Chartres e Meaux, oltre che signore di Sancerre, Stefano II di Blois, e di Adele d'Inghilterra, figlia del  duca di Normandia e re d'Inghilterra, Guglielmo il Conquistatore e di Matilde delle Fiandre (1032 - 1083). Suo fratello Stefano di Blois, sarà il futuro re d'Inghilterra.

## Biografia
Nel 1120 circa, Eleonora sposò il conte di Vermandois Rodolfo I, figlio del conte e della contessa di Vermandois, Ugo di Francia e Adelaide di Vermandois.
Nel 1125, suo zio Ugo I di Champagne (fratellastro del padre) si recò in Terra santa, a combattere a fianco dei Cavalieri templari, e dove morì nel corso del 1126, abdicò a favore di suo fratello maggiore, il conte di Blois, Tebaldo IV di Blois, consegnandogli i titoli di conte di Troyes e conte di Champagne (titolo quest'ultimo che Ugo si era dato benché non possedesse tutta la regione dello Champagne). Tebaldo divenne così il secondo conte di Champagne e la sua casata oltre che di Blois divenne anche di Champagne.
Nel 1135, suo fratello, Stefano di Blois, si fece incoronare re d'Inghilterra. 
Nel 1138, arrivarono alla corte di Francia, la nuova regina, la moglie del re di Francia, Luigi VII, Eleonora d'Aquitania (Bordeaux, 1122 – Fontevrault, 1204), duchessa d'Aquitania e Guascogna, e la sua giovane sorella, Petronilla d'Aquitania (1125-1153), che si invaghì del marito di Eleonora di Blois, il maturo Rodolfo, che fu sollecitato dalla regina a ripudiare la moglie Eleonora, con tanta insistenza che, nel 1142, Rodolfo si fece convincere e dopo aver ripudiato Eleonora, sposò Petronilla.
Il re aveva convinto tre vescovi del regno di Francia, Bartolomeo di Giura, vescovo di Laon, Pierre, vescovo di Senlis e Simone, vescovo di Noyon, a sciogliere il matrimonio di Rodolfo ed Eleonora di Champagne, per motivi di consanguineità, permettendo così il matrimonio tra Rodolfo e Petronilla. Ma non molto tempo dopo, in un concilio a Lagny-sur-Marne, i tre vescovi, troppo accomodanti, vennero scomunicati e la loro decisione annullata, il nuovo matrimonio considerato non valido e le contee furono poste sotto interdetto. Papa Innocenzo II, visto che Raoul e Petronilla non volevano saperne di separarsi, li scomunicò.
Siccome Lagny-sur-Marne era nel territorio di Tibaldo IV di Blois, il re prese la cosa come un'offesa personale e decise di intervenire in favore di Petronilla e Rodolfo invadendo la contea di Champagne.
Nello stesso anno (1142), il fratello di Eleonora di Blois, Tebaldo IV di Blois, per cercare di far recedere dalla sua decisione il conte di Vermandois, Rodolfo, entrò in conflitto contro di lui, che si era alleato del re di Francia, Luigi VII. 
Durante il conflitto, in cui Tebaldo ebbe la peggio, Rodolfo fu scomunicato da papa Innocenzo II, assieme a Petronilla e, a seguito della conquista della città di Vitry-en-Perthois, anche sul regno di Francia e sulla coppia reale, ancora senza figli, cadde l'interdetto della Chiesa. Alla fine del conflitto, nel 1144, le truppe reali avevano occupato la contea di Champagne.
Ma poco tempo dopo la contea di Champagne fu restituita a Tebaldo e nello stesso tempo l'arcivescovo Pietro de La Châtre riebbe l'arcidiocesi di Bourges, in quanto i reali di Francia seguirono il consiglio di Bernardo di Chiaravalle per farsi togliere la scomunica, mentre Rodolfo non tornò sulla sua decisione, mantenendo il suo legame con Petronilla. 
Eleonora morì nel 1147.

## Figli
Eleonora a Rodolfo diede un figlio:
- Ugo (1127-1212), conte di Vermandois e Valois, che abdicò passando i suoi possedimenti al fratellastro Rodolfo, per farsi monaco, nel 1160; fu canonizzato nel 1677.

## Ascendenza
|                            |                        |                          | Genitori                |  |  | Nonni |  |  | Bisnonni           |  |  | Trisnonni         |  |
|                            |                        |                          |                         |  |  |       |  |  | Oddone II di Blois |  |  | Oddone I di Blois |  |
|                            |                        |                          |                         |  |  |       |  |  | Oddone II di Blois |  |  | Oddone I di Blois |  |
|                            |                        | Berta di Borgogna        |                         |  |  |       |  |  | Oddone II di Blois |  |  |                   |  |
| Tebaldo III di Blois       |                        |                          |                         |  |  |       |  |  | Oddone II di Blois |  |  |                   |  |
|                            |                        | Ermengarda d'Alvernia    | Guglielmo IV d'Alvernia |  |  |       |  |  |                    |  |  |                   |  |
|                            |                        | Ermengarda d'Alvernia    | Guglielmo IV d'Alvernia |  |  |       |  |  |                    |  |  |                   |  |
|                            |                        | Ermengarda d'Alvernia    | Umberga                 |  |  |       |  |  |                    |  |  |                   |  |
| Stefano II di Blois        |                        | Ermengarda d'Alvernia    |                         |  |  |       |  |  |                    |  |  |                   |  |
|                            |                        | Eriberto I del Maine     | Ugo III del Maine       |  |  |       |  |  |                    |  |  |                   |  |
|                            |                        | Eriberto I del Maine     | Ugo III del Maine       |  |  |       |  |  |                    |  |  |                   |  |
|                            |                        | Eriberto I del Maine     | …                       |  |  |       |  |  |                    |  |  |                   |  |
| Gersenda del Maine         |                        | Eriberto I del Maine     |                         |  |  |       |  |  |                    |  |  |                   |  |
|                            |                        | …                        | …                       |  |  |       |  |  |                    |  |  |                   |  |
|                            |                        | …                        | …                       |  |  |       |  |  |                    |  |  |                   |  |
|                            |                        | …                        | …                       |  |  |       |  |  |                    |  |  |                   |  |
| Eleonora di Blois          |                        | …                        |                         |  |  |       |  |  |                    |  |  |                   |  |
|                            | Roberto I di Normandia | Riccardo II di Normandia |                         |  |  |       |  |  |                    |  |  |                   |  |
|                            | Roberto I di Normandia | Riccardo II di Normandia |                         |  |  |       |  |  |                    |  |  |                   |  |
|                            | Roberto I di Normandia | Giuditta di Bretagna     |                         |  |  |       |  |  |                    |  |  |                   |  |
| Guglielmo il Conquistatore | Roberto I di Normandia |                          |                         |  |  |       |  |  |                    |  |  |                   |  |
|                            |                        | Herleva                  | Fulberto o Herberto     |  |  |       |  |  |                    |  |  |                   |  |
|                            |                        | Herleva                  | Fulberto o Herberto     |  |  |       |  |  |                    |  |  |                   |  |
|                            |                        | Herleva                  | Duda o Duwa             |  |  |       |  |  |                    |  |  |                   |  |
| Adele d'Inghilterra        |                        | Herleva                  |                         |  |  |       |  |  |                    |  |  |                   |  |
|                            |                        | Baldovino V di Fiandra   | Baldovino IV di Fiandra |  |  |       |  |  |                    |  |  |                   |  |
|                            |                        | Baldovino V di Fiandra   | Baldovino IV di Fiandra |  |  |       |  |  |                    |  |  |                   |  |
|                            |                        | Baldovino V di Fiandra   | Ogiva di Lussemburgo    |  |  |       |  |  |                    |  |  |                   |  |
| Matilde di Fiandra         |                        | Baldovino V di Fiandra   |                         |  |  |       |  |  |                    |  |  |                   |  |
|                            |                        | Adele di Francia         | Roberto II di Francia   |  |  |       |  |  |                    |  |  |                   |  |
|                            |                        | Adele di Francia         | Roberto II di Francia   |  |  |       |  |  |                    |  |  |                   |  |
|                            |                        | Adele di Francia         | Costanza d'Arles        |  |  |       |  |  |                    |  |  |                   |  |
|                            |                        | Adele di Francia         |                         |  |  |       |  |  |                    |  |  |                   |  |